# Lotte Anker

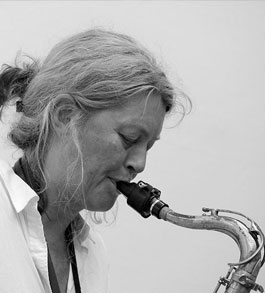
Lotte Anker (2014)
(Foto:Hreinn Gudlaugsson)

Lotte Anker (* 1958 in Kopenhagen) ist eine dänische Musikerin (Sopran-, Alt-, Tenorsaxophon, Komposition) des Free Jazz und der improvisierten Musik.

## Leben und Wirken

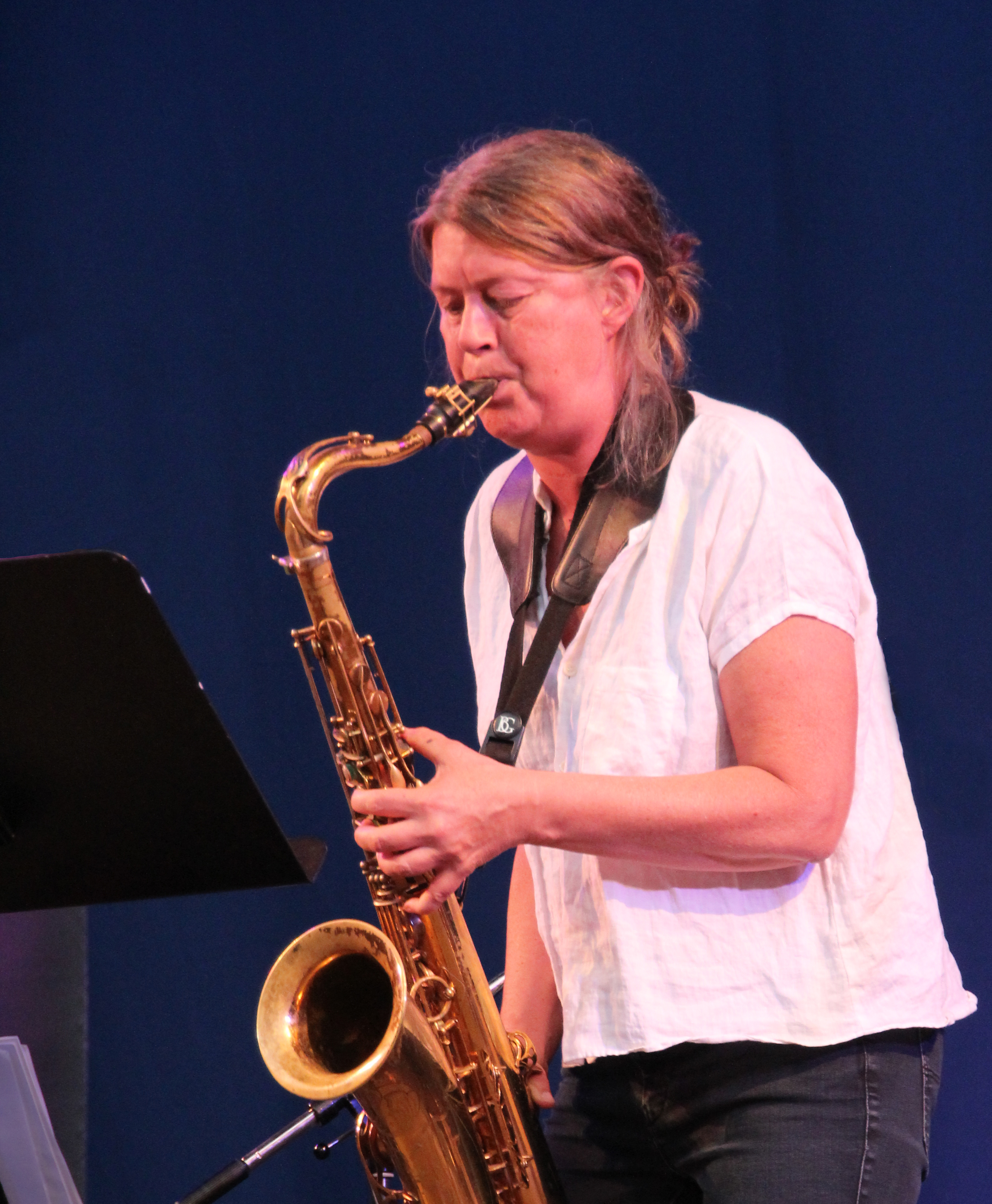
Lotte Anker (2018)

Anker studierte zunächst klassisches Klavier und wechselte 1980 zum Saxophon und zum Jazz. 1980 bis 1984 studierte sie Musik an der Universität Kopenhagen und besuchte Kurse von Dave Liebman, Marilyn Mazur, John Tchicai und David Murray. Außerdem besuchte sie Kompositionsklassen bei Bob Brookmeyer und bei dänischen Komponisten. Sie spielte unter anderem in verschiedenen Gruppen von Marilyn Mazur sowie mit Peter Brötzmann, Marc Ducret, Tim Berne und Andrew Cyrille. Ihre erste Aufnahme machte sie mit der Primi Band 1985. Daneben arbeitete sie für Theater- und Tanzprojekte. 1988 gründete sie ein eigenes Quartett mit der Pianistin Mette Petersen (zu dem Jesper Lundgaard und Jesper Elén gehörten), das das Album Beyond the Mist (Stunt Records) vorlegte; 1993 folgte das Album Being mit Nils Petter Molvær. 1995 war sie Mitglied des Free-Jazz-Trios „Anker-Friis-Poulsen“ mit dem Gitarristen Hasse Poulsen und dem Bassisten Peter Friis-Nielsen („Infinite Blueness“ 1996). 1996 gründete sie mit dem Posaunisten Ture Larsen das zwölfköpfige „Copenhagen Art Ensemble“, mit dem sie auch Neue Musik spielt und unter anderem Django Bates und Tim Berne begleitete (mehrere Aufnahmen, u. a. „Shape of Twelve“ 1997).
Außer in Kopenhagen spielte sie viel in New York. 1997 begann ihre Zusammenarbeit mit der Pianistin Marilyn Crispell im Trio (mit Marilyn Mazur, „Poetic Justice“, Da Capo 2001), Duo und Quartett („Sine Die“). 2003 gründete sie ein weiteres Trio mit dem Pianisten Craig Taborn und dem Schlagzeuger Gerald Cleaver (Album „Triptych“ 2005 bei Leo Records). 2017 legte Anker das Album Plodi (Klopotec) vor.
Anker lehrt Komposition, Arrangement und Improvisation in Kopenhagen am Rytmisk Musikkonservatorium und gibt Workshops.

## Diskographische Hinweise
- Lotte Anker · Pat Thomas · Ingebrigt Håker Flaten · Ståle Liavik Solberg: His Flight's at Ten (Iluso, 2018)
- Lotte Anker / Kamil Piotrowicz / Jacob Anderskov: Antiworld I (Fundacja Słuchaj, 2025)